# Pontiac Big Six
Pontiac Big Six (позже New Big Six) / Fine Six 401/ Serie 402 — автомобили среднего класса, выпускавшиеся подразделением General Motors Pontiac с 1929 по 1932 года. Они стали преемниками автомобилей New Series и были построены на той же платформе.
Модель 1929 года дебютировала как Pontiac Big Six 6-29 в январе 1929. Она не сильно отличалась от предшественника. Дизайн был разработан Эвериттом Миллером и был схож с моделями Vauxhall тех же годов. У решётки радиатора появилась серебряная полоса посередине. Все типы кузовов остались, исчез только кузов ландо в двухдверном исполнении. Объём двигателя был увеличен до 3,2 литров, мощность увеличилась до 60 л. с., появился карбюратор Marvel. В стандартное оснащение входили механические тормоза на все 4 колеса, приводной вал, сухое сцепление и 3-ступенчатая механическая коробка передач. 12 спиц колёсных дисков были заменены до 10 для уменьшения веса. Продажи за отрезок времени между январём и июлем составили 120 000 экземпляров.

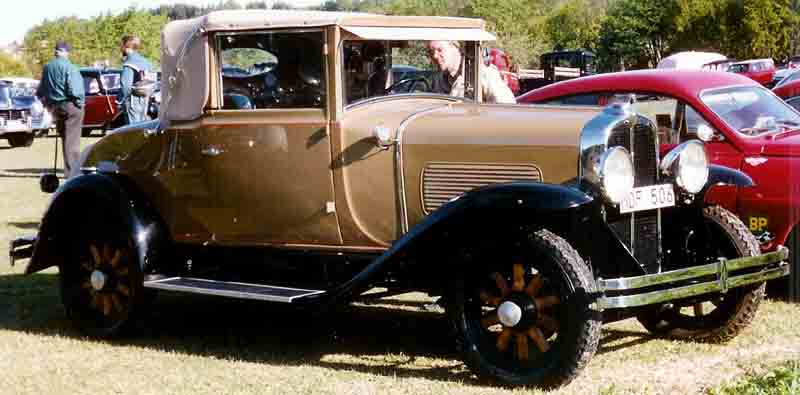
Big Six купе

В середине модельного года (в августе) изменений не произошло, однако исчезли кузова кабриолет и ландо. Также к имени модели была добавлена буква «A» (Big Six 6-29A) для показания изменений публике. К концу 1929 года общие продажи фирмы достигли 500 000 проданных экземпляров New Series и Big Six. С августа по январь 30-го года было продано более 60 000 автомобилей. Цена составляла от 745 до 895 долларов США.
Big Six 1930 модельного года был слегка изменён: появилась хромированная перегородка, тянущаяся от левого крыла через капот к правому крылу. Ветровое стекло было немного отклонено назад, а заднее стало более овальным, в отличие от прежнего прямоугольного. Модель была переименована в Big Six 6-30B для поправки модельного года и указания на изменения по сравнению с предыдущим модельным годом.
В 1931 году модель была серьёзно переработана и стала называться Fine Six 401. Длина колёсной базы была увеличена на 2 дюйма, а полностью хромированная решётка радиатора стала V-образной. Отхромированы также были фары, посаженные на изогнутую часть решётки. Версии родстер и фаэтон исчезли, но был обновлён кузов кабриолет. Колёса теперь имели металлические спицы вместо прежних деревянных.
В 1932 году модель снова изменили. Она была переименована в Serie 402. Мотор получил прибавку в 5 лошадиных сил, а колёсная база снова выросла на 2 дюйма. Коробка передач стала синхронизированной. V-образная решётка радиатора имела вертикальные полосы вместо одной, а по бокам, вместо 31 отверстия воздухозаборника появились 4 клапана воздушного охлаждения.
В течение последующих двух лет компания отказалась от выпуска среднеразмерных автомобилей (видимо, из-за пагубных последствий Великой депрессии), а компания-партнёр Oakland вообще была упразднена. В 1932 году начала выпускаться модель V8, ставшая преемником и лежавшая на 2 класса выше, и только в 1935 году появился среднеразмерный Standard. За 4 года производства Big Six было продано 363 260 экземпляров.